# Discoteca

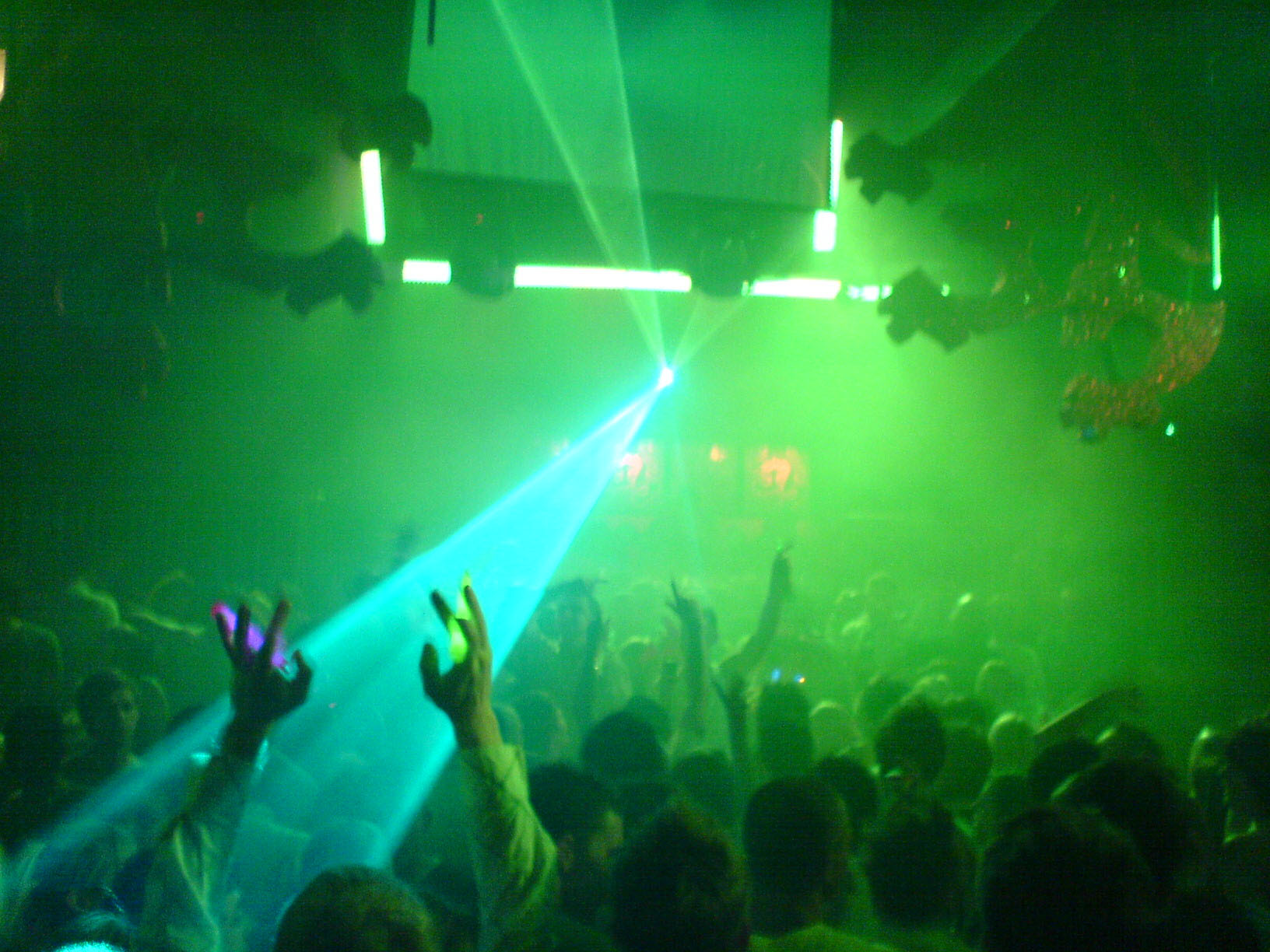
Llums làser luminen la pista de ball a Sheffield, Anglaterra

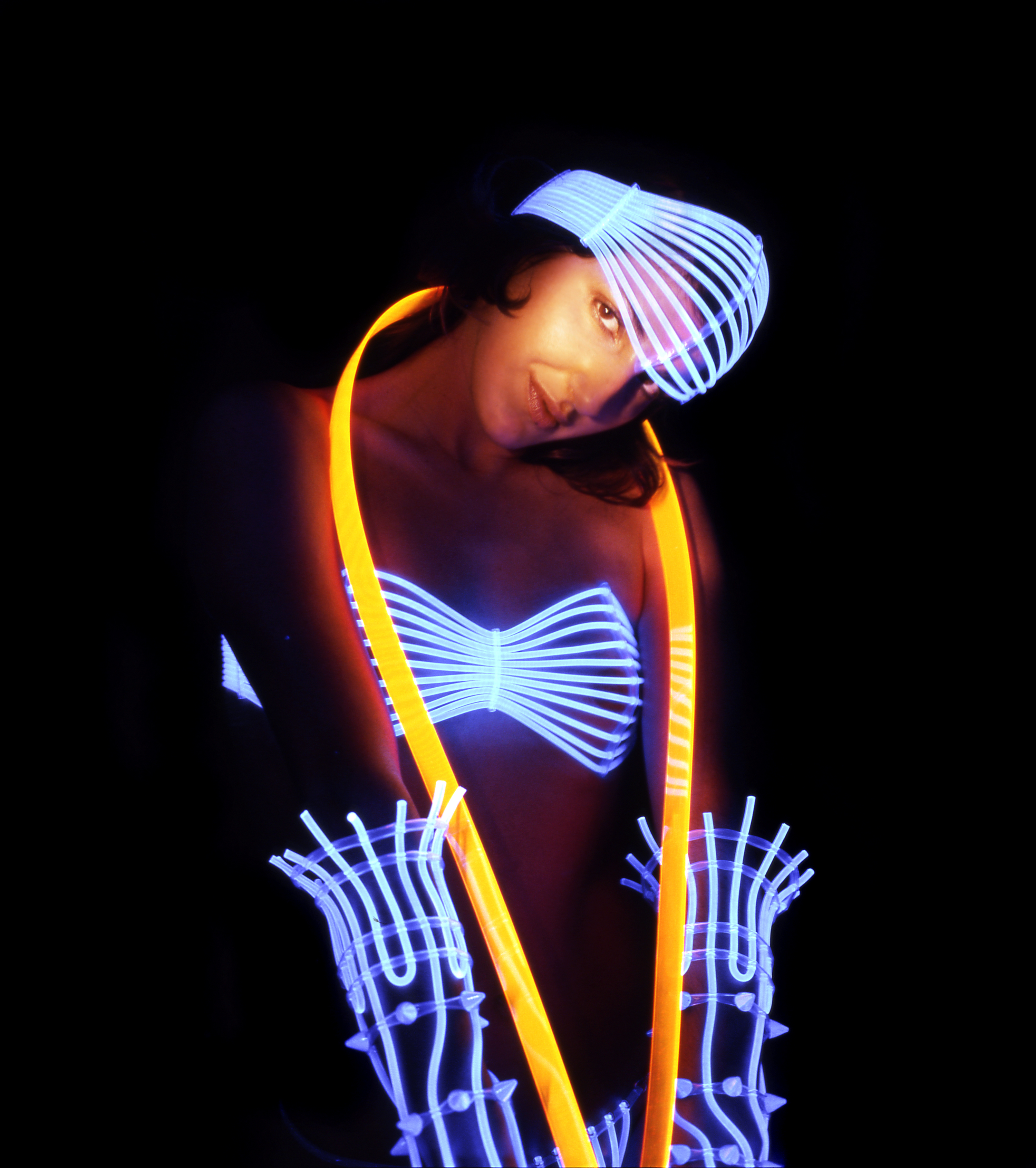
Performance en discoteques. Vestuari de l'artista Beo Beyond.

Una discoteca és un local on es pot ballar, coneguda també com a disco, night club o boîte. Generalment en una discoteca només serveixen begudes (alcohòliques o no), tot i que en algunes també s'hi serveix alguna cosa per menjar. Per exemple, a Barcelona es van fer famosos els sandvitxos de pernil dolç i formatge en pa de motlle que se servien a la discoteca Bikini, fins al punt que la paraula biquini ha quedat a la parla col·loquial catalana per designar aquesta mena de sandvitx, i no només a la ciutat d'origen. La il·luminació baixa i amb jocs de flaixos de colors i els efectes com fum o reflexos donen l'ambient propici per a ballar, usualment de nit. En algunes discoteques hi ha fins i tot un espai anomenat "cambra fosca" per facilitar contactes sexuals.
Es diferencia de les antigues sales de festes perquè la música no es toca en directe sinó que prové de discos que "mescla" un disc jockey (DJ), el qual "anima" la nit mesclant la música amb el seu toc personal.
Aquesta paraula fou emprada per primer cop l'any 1948 per Raymond Nakachian. El nom significa col·lecció de discs, ja que es referia a un indret on les persones podien escoltar tots els títols dels altres.
La primera discoteca del món fou l'Scotch Club, de la ciutat alemanya d'Aquisgrà, la qual funcionà a partir del 1959. Durant els anys seixanta, les discoteques es van popularitzar a tot Europa, i als setanta també als Estats Units, on conseqüentment es desenvolupà la música disco i dance. Una discoteca famosa és l'Studio 54 a Nova York.
Les discoteques sovint s'han vist envoltades de polèmica pel tipus de lleure que proposen i el soroll, que pot molestar els veïns. Per això la legislació controla especialment els seus horaris d'obertura i tancament i la insonorització del local. Per mirar de fugir d'aquestes lleis van sorgir els anomenats "after-hours" que sota la forma jurídica de bars, oferien seguir la festa un cop tancades les discoteques legals. En aquests locals es va popularitzar la música punk i posteriorment la chill-out.